# Henrietta (Texas)
Henrietta je město v severním Texasu, sídelní město okresu Clay. Podle údajů ze sčítání lidu v roce 2000 zde žilo 3 264 obyvatel. Město je jedno z nejprve osídlených míst v severním Texasu. Na začátku zde převažovalo domorodé obyvatelstvo. V průběhu občanské války využívaly místní kmeny situace a napadaly ostatní obyvatele. Evropští obyvatelé proto v roce 1862 utekli a indiáni pak jejich domy spálili. Znovu se sem kolonizátoři vrátili až po skončení války v roce 1865. Američtí vojáci museli bojovat s místním kmenem Kiowa, aby město dobyli zpět.
Z Henrietty pochází několik významných osobností mimo jiné Eric Chandler, člen skupiny Bowling for Soup